# 表層反応
表層反応（ひょうそうはんのう、英: Cortical reaction）とは、受精の際に開始されるプロセスで、複数の精子が1個の卵子と融合する多精子受精を防ぐものである。即時・一時的な受精阻止反応とは対照的に、表層反応は徐々に進行する精子侵入に対する恒久的なバリアの確立であり、多くの動物において多精子受精の（非即時）阻止機序の主要部分をなす。
このバリアを作るために、卵子の皮質（細胞膜の真下の領域）内にある特殊な分泌小胞である表層顆粒が卵子の細胞膜と融合する。これにより表層顆粒の内容物が細胞外に放出され、そこで既存の細胞外マトリックスを改変して精子が侵入できないようにする。表層顆粒には、卵細胞周囲のもやい蛋白質を切断するプロテアーゼ、卵細胞膜を硬化させるペルオキシダーゼ、細胞周囲の空間に水を引き込み、膨張させて透明層を形成させるグリコサミノグリカンが含まれている。表層顆粒が外分泌する切っ掛けは、精子と卵子の結合に反応して皮質の平滑小胞体からカルシウムイオンが放出されることである。
殆どの動物において、卵子の周囲に存在する細胞外マトリックスは、表層反応後に受精膜となる卵細胞膜である。しかし哺乳類では、皮質反応によって変化した細胞外マトリックスは透明帯である。この透明帯の修飾は透明帯反応として知られる。これは動物界全体で高度に保存されているが、表層反応は種間で大きな多様性を示している。研究が容易なウニの表層顆粒の内容物と機能については多くのことが解っているが、哺乳類の表層顆粒の内容物については殆ど知られていない。
卵子内の表層反応は、精子内の先体反応に類似している。先体反応は、表層顆粒と相同性のある特殊な分泌小胞が精子細胞の細胞膜と融合し、その内容物を放出することで卵子の強靭な被膜を分解し、精子が卵子と結合・融合することを可能にする。